# وله سوینکا
آکینوانده اولووله (وله) سوینکا (به انگلیسی: Akinwande Oluwole "Wole" Soyinka) نویسنده، شاعر، نمایشنامه‌نویس و فعال سیاسی اهل نیجریه است. وی در سال ۱۹۸۶، به پاس "دیدگاه فرهنگی گسترده و مضامین شاعرانه اش" برنده جایزه نوبل ادبیات شد. او سه رمان، ده مجموعه داستان کوتاه، هفت مجموعه شعر، بیست و پنج نمایش نامه و پنج خاطره نوشته است. او همچنین دو اثر ترجمه شده و مقالات و داستان های کوتاه زیادی برای بسیاری از روزنامه ها و نشریات نوشته است. او به عنوان یکی از بزرگترین نویسندگان آفریقا و یکی از مهم‌ترین نمایشنامه‌نویسان جهان شناخته می شود.

## گزیدهٔ کتابشناسی

### نمایشنامه
- مرداب‌نشینان
- مرگ و سوار پادشاه
- تبار نیرومند

### رمانها
- The Interpreters - مترجمین
- Season of Anomie - فصل بی هنجاری

### خاطرات
- The Man Died: Prison Notes - مرد مرگ: یادداشت‌های زندان
- Aké: The Years of Childhood - آکه: سالهای کودکی
- Isara: A Voyage around Essay - آیسرا: سفر در سراسر مقاله
- Ibadan: The Penkelemes Years: a memoir ۱۹۴۶–۶۵ - ایبدان: سال Penkelemes: خاطرات ۱۹۴۶–۱۹۶۵
- You Must Set Forth at Dawn

### مجموعه شعر
- A Big Airplane Crashed Into The Earth (original title Poems from Prison) - هواپیمای بزرگ سقوط کرد زمین (اشعار عنوان اصلی از زندان)
- Idanre and other poems - ایدانر و اشعار دیگر
- Mandela's Earth and other poems - ماندلا در زمین و سایر اشعار
- Ogun Abibiman Ogun Abibiman
- Samarkand and Other Markets I Have Known - سمرقند و دیگر بازارها شناخته شدهٔ من
- Abiku
- «After the Deluge» - «پس از طوفان»
- «Telephone Conversation» - «مکالمه تلفنی»